# Platycleis weidneri
Platycleis weidneri är en insektsart som beskrevs av Demirsoy 1974. Platycleis weidneri ingår i släktet Platycleis och familjen vårtbitare. Inga underarter finns listade i Catalogue of Life.